# Aegle exquisita
Aegle exquisita là một loài bướm đêm trong họ Noctuidae.